# Nieuwlandhof
Nieuwlandhof is een straat in Amsterdam-Zuidoost.

## Algemeen
De straat kreeg haar naam per raadsbesluit van 25 juni 1975 en werd daarbij vernoemd naar het dorp Nieuwland in de gemeente Vijfheerenlanden binnen de streek Neder-Betuwe. De straat is gebouwd in de vorm van een hofje met de opening naar het westen. Langzaam verkeer kan verder opgaan in de wijk Holendrecht-West. Snel verkeer kan de wijk in en uit via de Nieuwegeinlaan. Voor openbaar vervoer ligt het Station Amsterdam Holendrecht (zowel trein als metro) voor de deur als ook het bijbehorende busstation.

## Gebouwen
Anders dan elders in de wijk Zuidoost werd hier rond 1977 geen hoogbouw geplaatst, al is die aan de overkant van het Gaasperdammerpark/dek Gaasperdammertunnel niet ver weg met flats als Hakfort en Huigenbos. Er werd hier laagbouw neergezet met slechts vier bouwlagen; het ontwerp kwam van Wim Quist, later juist bekend vanwege hoogbouw in bijvoorbeeld Rotterdam/Kralingen. Het vormt een bouwkundige eenheid met het Nieuwersluishof. De woningbouw is hier als een slingerend geheel neergezet, waarbij in de holtes of de straat ligt of een gemeenschappelijke tuin. Huisnummers lopen aansluitend op van 1 tot en met 209 (geen even en oneven zijde), met als toevoeging 215, maar dat werd dan ook pas in 1997 gebouwd. Volgens Architectuur.org wordt Quists werk gekenmerkt door doosachtige structuren, hetgeen hier is terug te vinden.

## Kunst
In en nabij de straat staat een aantal huisjes uit het kunstwerk Domicilie van Wouter de Baat en Dick Simonis.